# Kenny Anthony Green
Kenneth Anthony "Kenny" Green  (Waterbury, Connecticut, 13 de octubre de 1967) es un exjugador de baloncesto estadounidense. Con 2.03 de estatura, jugaba en la posición de ala-pívot.

## Trayectoria

### Universidad
Juega durante 4 años en la Universidad de Rhode Island, está considerado uno de los jugadores históricos de los Rams, siendo el mejor taponador de su historia, con récords como haber conseguido poner 8 tapones en un encuentro en 5 ocasiones. En total 328 tapones en toda su carrera universitaria.

### Profesional
Juega una temporada en la CBA, luego toda su  carrera deportiva transcurriría en Europa, entre España, Turquía y Francia. En la liga europea donde más calado tuvo fue en la liga ACB, en especial en el Baskonia, equipo donde lograría dos títulos, una Copa de Europa (antigua Recopa de Europa) en el año 1996 y una Copa del Rey en el año 1995. Estos títulos serían un salto de calidad para el equipo vitoriano, y un cambio de mentalidad, ya que empezaron a tener la consideración de equipo grande y ganador, que refrendarían la década siguiente, ganando 3 ligas ACB, entre otras cosas. Después de su etapa en el equipo alavés, ya no sería el mismo, un problema físico con una artrosis irrecuperable que sufre en una de sus rodillas, lo que le impide desplazarse con normalidad hace que su rendimiento mengüe.
Aun así, pasea su enorme calidad por la liga LEB de manos del histórico club lucense Club Baloncesto Breogán, llevando, desde su incorporación ya mediada la temporada, al ascenso de categoría al equipo, y proclamándolo campeón en el definitivo partido de los play-offs contra el Club de Baloncesto Gijón, en el que jugaba cedido un jovencísimo Luis Scola. Quizás ya no funcionasen sus rodillas, pero la inmensa calidad que atesoraba, hacía que el público lucense se rindiese a su inteligencia en la cancha y a los finos movimientos que rompían la defensa de sus adversarios. En la retina de los aficionados quedaría un mate "in your face", en el último partido de la LEB, a Luis Scola, y como señalándolo mientras los dos volvían a la cancha contraria, haría que el argentino perdiera los papeles. Así era Kenny, puro espectáculo, puro showtime.

### Carrera posterior
Fue entrenador de baloncesto en Doha, Catar, durante tres años. Después de ser destituido como técnico, es noticia en España por vivir una situación de indigencia al no poder salir de Catar debido a una deuda no satisfecha con un banco para costear el tratamiento contra el cáncer de su madre.

## Equipos
- 1986-90 Universidad de Rhode Island.
- 1990-91 Rapid City Thrillers.
- 1990-91 Quad City Thunder.
- 1990-91 Columbus Horizon.
- 1991-92 Efes Pilsen Estambul.
- 1992-93 Dijon JDA.
- 1992-93 Cáceres C.B. Entra en diciembre
- 1993-94 Club Baloncesto Zaragoza. Entra por John Turner en diciembre.
- 1994-97 Taugrés Vitoria.
- 1997-98 Ulker Estambul. Juega hasta enero.
- 1997-98 CB Granada. Juega seis partidos.
- 1998-99 Breogán Lugo. Entra en noviembre.
- 1999-00 Breogán Lugo. Juega cuatro partidos
- 2001-02 Drac Inca. Entra en noviembre.

## Palmarés
- 1991-92 Liga de Turquía. Efes Pilsen Estambul. Campeón.
- 1994-95 Copa del Rey. Taugrés Vitoria. Campeón.
- 1995-96 Copa de Europa. Taugrés Vitoria. Campeón.
- 1998-99 Liga LEB. Breogán. Campeón y Ascenso de categoría.
- MVP temporada ACB (1): 1997.